# Pan Shenghua
Pan Shenghua (潘盛華S, Pān ShènghuáP; 23 marzo 1957) è un ex pallanuotista cinese, che ha partecipato alle Olimpiadi estive di Los Angeles 1984.
Ha vinto un oro ai Giochi Asiatici, nel 1982, sempre nella pallanuoto.
È stato assistente allenatore alle Olimpiadi estive del 2008 e alle Olimpiadi estive del 2012.
È stato allenatore della squadra femminile cinese di pallanuoto ai Campionati mondiali di nuoto 2005 e 2007.